# Miho Nakayama
Miho Nakayama (jap. 中山美穂 Nakayama Miho; ur. 4 maja 1970 w Koganei, Tokio, zm. 6 grudnia 2024 w Tokio) – japońska aktorka, piosenkarka, modelka.

## Życiorys
Urodziła się w Koganei w Tokio. Zadebiutowała 21 czerwca 1985 roku. Jej młodszą siostrą jest Shinobu Nakayama, która również jest piosenkarką.
Wyszła za mąż za Hitonariego Tsuji w 2002 roku i rozwiodła się w 2014 roku. W 2004 r. urodziła syna. Od 2003 do 2014 roku mieszkała z rodziną w Paryżu.
6 grudnia 2024 została znaleziona martwa w swoim domu, w Tokio.

## Filmografia

### Serial
- Heisei Sasameyuki (NHK BS Premium 2018)
- Kajitsu no nai Mori (TV Tokyo 2017)
- Kizoku Tantei (Fuji TV 2017)
- Kenja no Ai (Wowow 2016)
- Platonic (NHK BS Premium 2014)
- Shuchakueki ~ Twilight Express no Koi (TBS 2012)
- Home & Away (Fuji TV 2002)
- Love Story jako Sudoh Misaki (TBS 2001)
- Nisennen no Koi jako Mashiro Rieru (Fuji TV 2000)
- Nemureru Mori jako Oba Minako (Fuji TV 1998)
- Oishii Kankei jako Fujiwara Momoe (Fuji TV 1996)
- For You jako Yoshikura Yayoi (Fuji TV 1995)
- Moshimo Negai ga Kanaunara (TBS 1994)
- Dareka ga Kanojo wo Aishiteiru (Fuji TV 1992)
- Nobunaga (NHK 1992)
- Aitai Toki ni Anata wa Inai (Fuji TV 1991)
- Suteki na Kataomoi (Fuji TV 1990)
- Sotsugyou (TBS 1990)
- Kimi no Hitomi ni Koishiteru (Fuji TV 1989)
- Waka Okusama wa Udemakuri! (TBS 1988)
- Maido Osawa ga Seshimasu 3 (TBS 1987) gościnnie
- Ohimanara Kiteyone! (Fuji TV 1987)
- Papa wa Newscaster (TBS 1987, SP1)
- Mama wa Idol (TBS 1987)
- Namaiki Gikari (Fuji TV 1986)
- Sailor Fuku Hangyaku Doumei (NTV 1986)
- Maido Osawa ga Seshimasu 2 (TBS 1986)
- Natsu, Taiken Monogatari (TBS 1985)
- Uchi no Ko ni Kagitte... Part 2 (TBS 1985) gościnnie
- Maido Osawa ga Seshimasu (TBS 1985)

### Filmy
- Marmalade Boy (2018) jako Chiyako
- Chou no Nemuri (2017) jako Ryoko Matsumura
- I Have To Buy New Shoes (Atarashii Kutsu wo Kawanakucha) (2012) jako Aoi Teshigahara
- Sayonara Itsuka (2009)
- Tokyo biyori (1997) jako Yoko Shimazu
- Love Letter (1995)
- Docchini suruno (1989) jako Nobuko Kuwata
- Zatoichi (1989)
- Koko yotaro elegy (1986)
- Bi bappu haisukuru (1985) jako Kyoko Izumi

## Dyskografia

### Albumy studyjne
- 1985.08.21 „C”
- 1985.12.18 AFTER SCHOOL
- 1986.07.01 SUMMER BREEZE
- 1986.12.18 EXOTIQUE
- 1987.07.15 ONE AND ONLY
- 1988.02.10 CATCH THE NITE
- 1988.07.11 Mind Game
- 1988.12.05 angel hearts
- 1989.09.05 Hide’n’ Seek
- 1989.12.05 Merry Merry
- 1990.03.16 All For You
- 1990.07.18 Jeweluna
- 1991.03.15 Dé eaya
- 1992.06.10 Mellow
- 1993.06.23 Wagamama na Actress (わがままな あくとれす)
- 1994.06.08 Pure White
- 1995.09.30 Mid Blue
- 1996.06.01 Deep Lip French
- 1997.06.21 Groovin’ Blue
- 1998.06.10 OLIVE
- 1999.09.16 manifesto